# Svobodna mladina
Svobodna mladina (»Mesečnik za sodobna slovenska kulturna vprašanja«) je izhajala med letoma 1928 in 1929 v Ljubljani.  Je nadaljevanje družboslovne in literarne revije Mladina (1924/25–1927/28), ki je z drugo številko četrtega letnika zaradi finančnih težav prenehala izhajati. 

## O reviji
Najprej sta bila urednika revije Alfonz Gspan in Vinko Košak, odgovorni urednik pa je bil Lojze Ude. Urejanje drugega letnika je prevzel Ludvik Mrzel, Vinko Košak pa je postal odgovorni urednik. Časopis je izdajal Konzorcij Svobodne mladine v Ljubljani, tiskali pa so ga J. Blasnika nasledniki. Leta 1928 je izšlo osem številk, ki so s prvima dvema številkama prejšnjega časopisa tvorile celoten letnik z 240 stranmi.
V prvi številki prvega letnika sta Košak in Mrzel zapisala, da so morali značaj revije spremeniti in tako z novim letnikom prenašajo težišče udejstvovanja v literaturo in umetnost, razen literarno-kulturnemu eseju pa bodo v nadalje posvečali pozornost družbenim in političnim problemom. Avtorji so Svobodno mladino označili kot kulturno-borbeno in strankarsko-politično neodvisno slovensko revijo.

### Uredniki
- I. letnik: prvo številko prvega letnika sta urejala Alfonz Gspan in Vinko Košak, glavni urednik pa je bil Lojze Udé, izšlo je 7 številk.
- II. letnik: je urejal Ludvik Mrzel, mesto glavnega urednika pa je prevzel Vinko Košak, izšle so le 3 številke.

### Iz vsebine
Svobodna mladina je vsebovala različne prispevke, ki so bili umetniško in literarno obarvani, hkrati pa tudi veliko družbenokritičnih razmišljanj. Med avtorji, ki so objavljali svoje pesmi, so bili na primer: Alfonz Gspan, ki je objavil pesem Iz podzemlja, Vinko Košak s pesmima Silvestrovo in Balada, Jernej Sante: Justifikacija, Franc Onič: Slutnja, Pričakovanje, Zavržena, Kavarna, Vladimir Premru: O jaz ne hitim, tudi drama Georga Büchnerja: Dantova smrt, je bila objavljena v prevodu. V I. letniku lahko zasledimo Poslanico Otonu Župančiču za njegovo petdeset letnico, objavljen pa je tudi govor Dragotina Lončarja iz Maribora, 21. decembra 1927: Za akademijo znanosti in umetnosti ter Narodno galerijo v Ljubljani. L. Udé je objavil razmišljanje Borba za priznanje slovenskega naroda v Kraljevini SHS in Slovenci izven njenih mej, Jože Dolenc pa je z besedami: »...Mladina, ki se je iztrgala strankarskemu vplivu in ki noče hiti up in nada starim političnim lisjakom, dobro čuti vso umazanost in hinavščino našega javnega življenja, je trdno odločena, da vodi neizprosno načelno in neoportunistično borbo za čistost in zmago slovenstva. Zato je naša naloga, da izstrebimo vse škodljive vplive, ki nam jih je pustila zgodovina kot zatiranemu narodu, izklesati moramo svoj lasten duhovni obraz...« zaključil svoj prispevek Pravice samoodločbe do odcepitve. 
Svobodna mladina je v II. letniku vsebovala tudi Pregled politike in Pregled književnosti, znotraj katere je bil še posebej izpostavljen pregled dramatike.
II. letniku je bila na koncu dodana tudi reklama umetniškega in grafičnega zavoda J. Blasnika naslednikov.